# Jens Lehmann (Jurist)
Jens Lehmann  (* 1971 in Herzberg am Harz) ist ein deutscher Jurist. Lehmann ist seit Juni 2024 Präsident des Landeskirchenamts der Evangelisch-lutherischen Landeskirche Hannovers.

## Werdegang
Jens Lehmann absolvierte von 1992 bis 1995 ein Studium als Diplom-Verwaltungswirt an der Fachhochschule des Bundes für öffentliche Verwaltung in Köln und Dieburg und arbeitete im Anschluss in der Rechtsabteilung einer Krankenkasse. 1996 begann er ein Studium der Rechtswissenschaft an der Gottfried Wilhelm Leibniz Universität Hannover. Jens Lehmann legte 2001 sein erstes Staatsexamen und 2003 sein zweites juristisches Examen ab. 2005 promovierte er an der juristischen Fakultät der Universität Hannover und absolvierte parallel sein Referendariat am Oberlandesgericht Braunschweig. Nach einer Zeit als Rechtsanwalt in Herzberg am Harz übernahm er 2004 die Leitung des Referats für Dienst- und Arbeitsrecht im Landeskirchenamt der Evangelisch-lutherischen Landeskirche in Braunschweig. Im Jahr 2011 wurde er Leiter des Referats für Arbeitsrecht und Bildungsrecht im Landeskirchenamt der Landeskirche Hannovers und war ab 2015 auch stellvertretender Leiter der Rechtsabteilung des Landeskirchenamtes.
Von Januar 2017 bis Mitte Juni 2024 war er als Vorstand des Diakonischen Werkes der evangelischen Kirchen in Niedersachsen tätig und Verantwortete u. a. die Bereiche Recht und Betriebswirtschaft, Freiwilligendienste und die Stabsstellen für Controlling und das Justiziariat. Im März 2024 wurde Lehmann durch den Personalausschuss der Evangelisch-lutherischen Landeskirche Hannovers zum Präsidenten des Landeskirchenamtes gewählt. Am 17. Juni 2024 wurde Lehmann von Landesbischof Ralf Meister in einem Gottesdienst in der Marktkirche Hannover in sein Amt eingeführt und gesegnet. Durch das Amt ist Jens Lehmann oberster Jurist der Hannoverschen Landeskirche.
Jens Lehmann ist unter anderem seit 2012 Vorsitzender des Verwaltungsrates der Zusatzversorgungskasse der Evangelisch-lutherischen Landeskirche Hannovers (ZVK), aktuell läuft die Amtszeit des Verwaltungsrats bis 31. Mai 2030. Er war bis Dezember 2024 Mitglied im Vorstand des Diakonischen Dienstgeberverbandes DDN.

## Positionen zum Thema sexualisierter Gewalt in der evangelischen Kirche
Jens Lehmann sagt in der NDR-Sendung "Horizontal Vertikal" am 24. Januar 2025, dass er es für richtig hält, dass bei der Bemessung der Anerkennungsleistungen in Fällen sexualisierter Gewalt durch die evangelische Kirche das "Unrechtsgehalt zum Tatzeitpunkt" als Grundlage dienen sollte. Weiter führte er aus, dass er es für gerechtfertigt halte sich bei Fragen zur Entschädigung auf die Einrede der Verjährung zu berufen da die finanziellen Mittel der Kirche aus Kirchensteuern kämen die der Kirche anvertraut worden seien.

## Schriften
- Die Ehefrau und ihr Vermögen: Reformforderungen der bürgerlichen Frauenbewegung zum Ehegüterrecht um 1900 (Rechtsgeschichte und Geschlechterforschung 6), Köln u. a.: Böhlau 2006, ISBN 978-3-412-09006-7. Zugleich: Hannover, Universität, Dissertation, 2006 unter dem Titel: Lehmann, Jens: Reformforderungen zum ehelichen Güterrecht im Entstehungsprozess des BGB.